# 天野浩
天野 浩（あまの ひろし、1960年（昭和35年）9月11日 - ）は、日本の電子工学者。学位は工学博士（名古屋大学・1989年）。研究分野は半導体工学。
名古屋大学特別教授、同大学未来エレクトロニクス集積研究センター長・教授、同大学赤﨑記念研究センター長、名城大学LED共同研究センター運営委員、物質・材料研究機構特別フェロー。全米技術アカデミー外国人会員。日本学士院会員。
赤崎勇と共に、世界初の青色LEDに必要な高品質結晶創製技術の発明に成功した。2014年、左記の業績により、赤崎勇、中村修二と共にノーベル物理学賞を受賞。

## 来歴・人物
静岡県浜松市でスズキの技術者の子として生まれる。静岡県立浜松西高等学校卒業を経て、名古屋大学大学院工学研究科修士課程修了後、就職を考えていたが、大学4年から指導を受けていた指導教官の赤崎勇教授から「何でもこなせる学生」であると高く評価され、強い勧めを受けて博士課程に進学。1989年名古屋大学工学博士。論文の題は「GaNのMOVPE成長と光電物性及び青色発光素子への応用に関する研究」。 名古屋大学工学部助手を経て、1992年から、赤崎研究室が名城大学に移ったことに伴い、退官し、名城大学理工学部講師に着任。名城大学理工学部教授を経て、2010年から名古屋大学大学院工学研究科教授。研究熱心であることで知られ、大学の研究室は、平日、休日、正月など、常に夜遅くまで明かりが灯っており「不夜城」と呼ばれた。175cm、75kg（ノーベル賞受賞時）。
小学校ではサッカーやソフトボールに、小学校高学年から中学にかけてはアマチュア無線に熱中。ソフトボールではキャッチャーを、サッカーではゴールキーパーを務めた。中学校までは勉強が嫌いだったが、数学は得意だった。高校入学直後のテストで学年10位となるなど、高校からは勉強や研究の目的は人の役に立つことであるとの考えから、勉強に真剣に取り組むようになり、毎日夜遅くまで机に向かっていたという。高校受験時に、学区内トップの静岡県立浜松北高等学校（旧制浜松一中）ではなく、学区内ナンバー2の静岡県立浜松西高等学校（旧制浜松二中）にしたり、大学受験時には、大学共通第1次学力試験の結果が予想を下回ったため、志望校を京都大学工学部から1ランク落とし名古屋大学工学部に変更するなど、「何でも1ランク落として安全圏を歩く。」と母からは評される。また、楽観的かつ温厚な性格で、研究室の学生によると、怒っているのを見たことがないという。

## 家族
妻は島根県浜田市出身で、島根県立浜田高等学校を経て立命館大学法学部を卒業した。英語、ロシア語、フランス語など多くの言語に堪能である。ノヴォシビルスク国立教育大学（ロシア連邦）で日本語の講師をしており家にいないため、家事は夫である本人が行っているという。長女は京都大学農学部を卒業後、京都大学大学院農学研究科応用生命科学専攻修士課程を修了した。長男は東京大学工学部を卒業後、東京大学大学院工学系研究科都市工学専攻修士課程を修了した。

## 略歴
- 1960年 - 静岡県浜松市出身[13]
- 1983年 - 名古屋大学工学部電子工学科卒業
- 1985年 - 名古屋大学大学院工学研究科電気工学・電気工学第二および電子工学専攻博士前期課程修了
- 1988年
  - 名古屋大学大学院工学研究科電気工学・電気工学第二および電子工学専攻博士後期課程単位取得満期退学
  - 名古屋大学工学部電子工学科助手（文部教官）
- 1989年 - 名古屋大学から工学博士の学位を取得（課程博士）
- 1992年 - 退官、名城大学理工学部講師
- 1998年 - 名城大学理工学部助教授
- 2002年 - 名城大学理工学部教授
- 2010年 - 名古屋大学大学院工学研究科電子情報システム専攻電子工学分野半導体工学講座教授、名城大学LED共同研究センター運営委員
- 2011年 - 名古屋大学大学院工学研究科赤﨑記念研究センター長、名古屋大学工学研究科附属プラズマナノ工学研究センター運営委員
- 2015年 - 名古屋大学特別教授、名古屋大学未来材料・システム研究所附属未来エレクトロニクス集積研究センター教授、名古屋大学未来材料・システム研究所附属未来エレクトロニクス集積研究センター長、浜松科学館名誉館長[14][15][16][17]

## 学術賞
- 1991年 - 電気学会論文発表賞

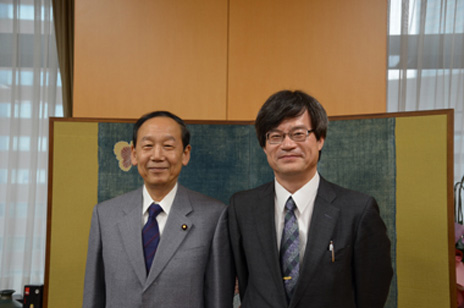
2014年11月12日、内閣府特命担当大臣（科学技術政策担当）山口俊一（左）と

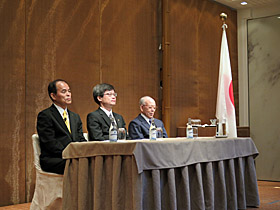
2014年12月8日、グランドホテルにてカリフォルニア大学サンタバーバラ校固体照明エネルギー電子工学センター所長中村修二（左）、名城大学窒化物半導体基盤技術研究センターセンター長赤﨑勇（右）と

- 1994年 - オプトエレクトロニクス会議特別賞
- 1996年 - 米国IEEE/LEOS エンジニアリングアチーブメント賞
- 1998年
  - 応用物理学会賞C（会誌賞）
  - 英国ランク賞
- 2001年 - 丸文学術賞
- 2002年 - 武田賞
- 2003年 - SSDM Award
- 2004年 - 東京工業大学精密工学研究所第1回P＆Iパテント・オブ・ザ・イヤー
- 2008年 - 日本結晶成長学会論文賞
- 2009年 - 文部科学省科学技術政策研究所ナイスステップな研究者選出
- 2014年
  - APEX/JJAP編集貢献賞
  - ノーベル物理学賞[3]
- 2015年
  - 中日文化賞
  - 愛知県学術顕彰
  - 名古屋市学術表彰
  - 電子情報通信学会特別功績賞
  - 文部科学大臣表彰科学技術賞研究部門
  - 産学官連携功労者表彰日本学術会議会長賞
  - 丸八会顕彰
  - アジア・ゲーム・チェンジャー賞

## 科学アカデミー会員
- 2009年 - 応用物理学会フェロー
- 2011年 - 英国物理学会フェロー
- 2015年 - 日本スウェーデン協会名誉会員
- 2016年 - 全米技術アカデミー外国人会員[18]
- 2017年 - 国立研究開発法人物質・材料研究機構特別フェロー[19]
- 2019年 - 中国工程院外国人会員
- 2022年 - 日本学士院会員[1]

## 栄典
- 2014年 文化勲章、文化功労者[20]
- 2015年 
  - 浜松市名誉市民[21][22]
  - 静岡県県民栄誉賞[23]
  - 愛知県名誉県民

## 主な著書
- 『ワイドギャップ半導体 あけぼのから最前線へ』培風館、2013年
- 『天野先生の「青色LEDの世界」:天野先生の「青色LEDの世界』福田大展共著 講談社ブルーバックス、2015年
- 『次世代半導体素材GaNの挑戦』講談社+α新書、2020年